# José Francisco Bermúdez
José Francisco Bermúdez (San José d'Areocuar, Sucre, 23 de gener, 1782 - Cumaná, estat Sucre, 15 de desembre 1831) va ser un militar veneçolà i pròcer de la independència de Veneçuela. Va ser General en Cap de l'Exèrcit de Veneçuela a la Guerra d'Independència.
Va prendre part en la insurrecció separatista contra els espanyols, i en restablir aquests la seva autoritat a Veneçuela va fugir a Trinidad, on va continuar treballant per la independència del seu país. Va combatre a Bocachicha, Aros, Carabobo, La Puerta i Arao, sent derrotat en aquest últim pel cap espanyol Francisco Tomás Morales.
En 1814 va ser proclamat general en cap d'un dels exèrcits i va derrotar a Morales, sent novament derrotat per aquest algun temps més tard. A causa de la seva enemistat amb Bolívar, aquest el va tenir inactiu durant algun temps, reconciliant-se després. Va contribuir granment a la independència de Veneçuela, i va sufocar diverses rebel·lions.
El 15 de desembre de 1831, a menys d'un any de la mort de Bolívar, el general José Francisco Bermúdez fou mort a Cumaná durant un duel. Rafael Berrizbeitia el va ultimar d'un tret quan Bermúdez el va voler fuetejar.